# USS Beale (DD-471)
Pour les autres navires du même nom, voir USS Beale.
L'USS Bache (DD-470) est un destroyer de classe Fletcher en service dans la Marine des États-Unis (United States Navy) pendant la Seconde Guerre mondiale. Il a été nommé en l'honneur du lieutenant Edward Fitzgerald Beale (1822–1893).

## Construction
Sa quille est posée le 19 décembre 1941 au chantier naval Bethlehem Shipbuilding Corporation à Staten Island, de New York, il est lancé le 24 août 1942; parrainée par Mlle Nancy Beale, une arrière-petite-nièce de lieutenant Beale. Le navire est mis en service le 23 décembre 1942 à l'arsenal maritime de New York (New York Navy Yard).

## Historique

### Seconde Guerre mondiale

#### 1943
Au début de janvier 1943, le Beale a commencé à s'entraîner au large des côtes de la Nouvelle-Angleterre. Plus tard dans le mois, il a poursuivi cet entraînement dans les Antilles, près de la baie de Guantanamo, à Cuba. À la mi-février, le destroyer est retourné au nord de New York pour un mois de réparations après l'exercice d'entraînement. Il a repris la mer le 15 mars et est retourné aux Antilles où il a servi d'escorte anti-sous-marine et de protection pour le porte-avions USS Essex (CV-9) récemment mis en service pendant son entraînement de rodage près de Trinidad. Le Beale a effectué une autre période de réparation au chantier naval New York Navy Yard entre le 10 et le 21 mars, puis a entrepris le long voyage vers l'océan Pacifique. Passant par Norfolk, en Virginie, il est arrivé à Cristóbal, dans la zone du canal de Panama, le 22 avril et a transité par le canal le 28.
Le navire de guerre a fait une brève pause à Balboa, au terminus Pacifique du canal, avant de se diriger vers le nord, vers la côte californienne, le même jour. Il a fait une escale de nuit à San Diego les 5 et 6 mai avant d'arriver à San Francisco le 7. Cinq jours plus tard, le Beale prend la mer en direction des îles Hawaï. Il est entré à Pearl Harbor le 22 mai et a passé les six semaines suivantes à mener une guerre anti-sous-marine (antisubmarine warfare - ASW) et à s'entraîner au tir dans la zone d'opération locale. Le 6 juillet, le destroyer a quitté Oahu pour retourner en Californie. Il est arrivé à San Diego le 11 et y est resté jusqu'au 19, date à laquelle il a pris la mer pour participer à des exercices amphibies effectués près de Monterey le 21. Le lendemain, le Beale fait route vers San Francisco.
Après un séjour d'une semaine, il passe de nouveau le Golden Gate le 29 juillet et met le cap sur les îles Aléoutiennes. Le 5 août, le destroyer est entré dans la baie de Kuluk à Adak. Sa période de service au sein de la North Pacific Force (force du Pacifique Nord) a duré près de quatre mois, mais le seul ennemi qu'il a rencontré est le mauvais climat. À la mi-août, les canons du Beale ont participé au bombardement préparatoire à l'assaut amphibie sur Kiska. Cependant, lorsque les troupes débarquent, elles découvrent que l'effort a été vain. Les Japonais avaient abandonné l'île près de trois semaines auparavant. Pendant le reste de sa mission dans les Aléoutiennes, le navire de guerre a continué à lutter contre les éléments tout en effectuant des missions de patrouille et d'escorte. À la fin du mois de novembre, le destroyer a quitté Dutch Harbor et a mis le cap au sud vers Hawaï. Il a fait escale à Pearl Harbor environ une semaine plus tard, mais n'y est resté que trois jours. Lorsque le Beale a repris son voyage, il a suivi une route via Funafuti dans les îles Ellice et Espiritu Santo dans les Nouvelles-Hébrides jusqu'à Milne Bay, en Nouvelle-Guinée. Il a atteint sa destination le 18 décembre. Le Beale a passé les sept mois suivants à soutenir la conquête de la côte nord de la Nouvelle-Guinée (Campagne de Nouvelle-Guinée) par le général Douglas MacArthur et l'isolement consécutif des grandes bases japonaises de l'archipel de Bismarck à Rabaul en Nouvelle-Bretagne et à Kavieng en Nouvelle-Irlande.
Le navire n'a pas perdu de temps pour entrer en action. Six jours seulement après son arrivée, le destroyer était en route en compagnie d'une force d'invasion se dirigeant vers le Cap Gloucester, à l'extrémité ouest de la Nouvelle-Bretagne, afin de sécuriser le flanc est des détroits vitaux de Dampier et de Vitiaz, entre cette île et la Nouvelle-Guinée. Son échelon, composé de sept navires de débarquement de chars (Tank Landing Ship - LST) escortés par trois destroyers en plus du Beale, est arrivé au large de l'objectif tôt le 26, et les LST ont accosté pendant le quart de l'après-midi.
Vers 14h30, une importante formation d'avions ennemis a attaqué la force alliée au large du Cap Gloucester. Le Beale n'a pas été endommagé, et ses artilleurs ont réussi à détruire un bombardier en piqué Aichi D3A-1 "Val". Cependant, plusieurs de ses collègues n'ont pas eu de chance. Le USS Brownson (DD-518) a été directement touché par deux bombes qui ont déclenché une énorme explosion, et il a coulé en moins de 20 minutes avec la perte de 108 membres d'équipage. Le USS Shaw (DD-373), un ancien combattant de Pearl Harbor, a reçu de nouvelles blessures lorsqu'une grêle de fragments provenant de plusieurs bombes manqués a criblé sa coque et sa superstructure et a blessé plus de 30 membres de son équipage, dont quatre mortellement. Les quasi-collisions ont également causé des dommages et quelques pertes à bord du USS Mugford (DD-389). Plus tard le même jour, alors qu'il escortait le USS LST-466 dans les environs de la baie de Börgen, le Beale a rencontré un bombardier moyen bimoteur Mitsubishi G4M "Betty" poursuivi par trois chasseurs Republic P-47 "Thunderbolt". Ses artilleurs se sont joints à la bagarre et le " Betty " s'est rapidement abîmé dans la mer à environ 1 800 m de distance sur sa proue bâbord.

#### 1944
Après cette action, le destroyer se retire dans les environs de Buna Roads et du Cap Sudest, sur la côte est de la Nouvelle-Guinée, au sud des détroits de Dampier et de Vitiaz, où il reste jusqu'au début de 1944. Le jour de l'an 1944, le Beale quitte Buna et rejoint une force d'assaut composée de neuf transports à grande vitesse (APD), de deux navires de débarquement de chars (LST) et de plusieurs grandes embarcations de débarquement (Landing craft Infantry - LCI) avec à leur bord le 126th Regimental Combat Team (RCT) de la 32d Infantry Division de l'armée américaine (Army National Guard). Sept autres destroyers se sont joints au Beale pour l'escorte. La force se dirigea vers le nord-ouest par le détroit de Vitiaz jusqu'à Saidor, en Nouvelle-Guinée, où les soldats débarquèrent sans opposition le matin du 2 janvier pour sécuriser le flanc gauche des détroits par lesquels les forces du général MacArthur passeraient constamment pendant leur saute-mouton à l'arrière de la Nouvelle-Guinée. Le Beale et ses compatriotes de la protection se contentèrent de patrouilles antiaériennes et anti-sous-marines pendant le débarquement.

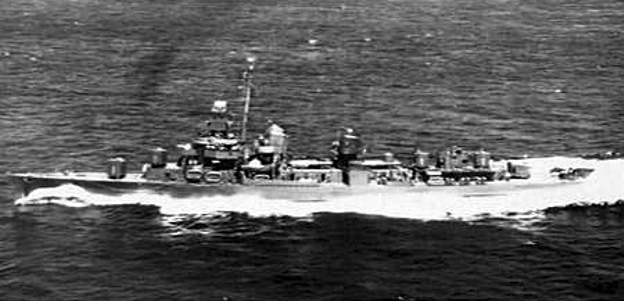
Le Beale en février 1944.

Pendant le mois suivant, le navire de guerre partagea son temps entre le soutien à l'opération Saidor et des missions générales de patrouille et d'escorte le long de la côte de Nouvelle-Guinée, de la baie de Milne à Saidor. Le 5 février, le Beale quitta la baie de Milne et mit le cap sur Sydney, en Australie, où il effectua des réparations du 9 au 23 février. De retour dans la baie de Milne le 27 février, il se présente à la Task Force 74 (TF 74), une force mixte composée de croiseurs américains et australiens protégés par des destroyers américains et commandée par le contre-amiral Victor A. C. Crutchley, VC, Royal Navy.
Les deux côtés du détroit entre la Nouvelle-Guinée et la Nouvelle-Bretagne étant libres de toute interférence japonaise, le général MacArthur se tourne vers le nord, vers les îles de l'Amirauté dont la capture protégerait davantage son flanc droit pendant l'avancée et fournirait une base alternative à Rabaul, fortement défendue. En conséquence, le 27 février, le Beale et ses collègues de la TF 74 prirent la mer depuis le cap Sudest, en Nouvelle-Guinée, juste devant une force opérationnelle composée de transports rapides (APD) et de destroyers avec des éléments de la 1re division de cavalerie (1st Cavalry Division) de l'armée de terre (US Army). Les troupes devaient servir soit de force d'invasion initiale si la résistance dans les Amirautés était suffisamment faible, soit de force de reconnaissance à retirer si l'opposition s'avérait trop forte.
Arrivé au large de l'île Los Negros environ deux heures après le début de la veille matinale du 29 février, le Beale a accompagné le USS Nashville (CL-43) et le USS Bache (DD-470) jusqu'à un poste situé au nord du port Seeadler (Seeadler Harbor), au large de l'île Ndrilo, afin de fournir un appui de tir à la force de débarquement. À 07h40, avec ses consorts, ils ont ouvert le feu sur l'île et ont continué à pilonner les positions ennemies présumées pendant environ 15 minutes. Les succès initiaux de la force de débarquement ont rendu inutile un deuxième pilonnage des cibles prévu pour le début du quart de l'avant-midi. Comme tout semblait aller bien à terre, le navire de guerre a quitté la zone en compagnie du reste de la force opérationnelle, à l'exception de deux destroyers qui sont restés en arrière pour assurer le tir d'appel, et a fait route vers le cap Sudest.
Le 4 mars, il est retourné dans les environs des Amirautés avec la TF 74. Après avoir bombardé un emplacement de canon ennemi sur l'île Hauwei, sa force opérationnelle a pris un poste de patrouille à environ 55 km au nord de Manus. Le Beale est resté en poste avec la TF 74 pendant trois jours pour surveiller les approches des îles de l'Amirauté pendant que les troupes à terre consolidaient leur prise sur l'île Los Negros et se déplaçaient vers Manus. Le 7, il a visité le port de Hyane (Hyane Harbor) sur Los Negros avec le contre-amiral Russell S. Berkey à bord, puis a bombardé une position ennemie sur la péninsule de Moakareng avant de rejoindre la force opérationnelle pour le voyage de retour au cap Sudest.
Après une semaine d'exercices d'artillerie et d'exercices tactiques, le Beale a rejoint le USS Ammen (DD-527), le USS Daly (DD-519), le USS Hutchins (DD-476), et le USS Mullany (DD-528) dans une opération de lutte contre les navires le long de la côte nord de la Nouvelle-Guinée, qui a été marquée par un bombardement des installations japonaises à Wewak le 19 mars. Il a patrouillé au large de la baie d'Oro, en Nouvelle-Guinée, le 20 mars, avant d'y effectuer des réparations entre le 21 et le 27 mars. Le destroyer a effectué des exercices de lutte anti-sous-marine et d'autres exercices de tir au canon entre le 29 mars et le 8 avril, puis a commencé une autre disponibilité le 9 avril dans la baie de Milne en Nouvelle-Guinée, qui l'a occupé jusqu'au milieu du mois.
Le Beale a repris le combat à la mi-avril lors de l'occupation en trois volets d'une partie de la côte nord de la Nouvelle-Guinée délimitée par la baie de Tanamerah à l'ouest et Aitape à l'est. Le destroyer a été affecté à la Task Force 75 (TF 75) du contre-amiral Russell S. Berkey, construite autour des croiseurs légers USS Phoenix (CL-46), USS Nashville (CL-43), et USS Boise (CL-47) et désignée Force de couverture " B " pour la mission Hollandia. Son unité s'est séparée de la force principale vers minuit le 21 avril et a atteint son objectif, la baie de Humboldt, vers 5h le 22 avril. Vers 06h00, le Beale et ses consorts ont commencé un bombardement préliminaire de 15 minutes. Ces efforts, ainsi que les contributions ajoutées par les avions de la TF 58, ont incité la plupart des défenseurs présumés à abandonner leur mission et à se diriger vers des endroits plus sûrs. En raison de la fuite en avant de l'ennemi, les troupes d'assaut ont bénéficié d'un débarquement qui, dans les milieux amphibies, pourrait être considéré comme une promenade de santé, et la résistance japonaise ne s'est jamais vraiment matérialisée.
La résistance japonaise ne s'est jamais vraiment manifestée. Le succès du débarquement étant assuré, le Beale a dégagé la zone avec le Task Group 77.2 (TG 77.2) et est arrivé à Seeadler Harbor, Manus, le jour suivant. Après avoir pris du carburant et des provisions, le destroyer a repris la mer le 26 avril en direction de la côte nord de la Nouvelle-Guinée pour reprendre le soutien à l'occupation de la région autour de Hollandia. Le matin du 27 avril, il a pris place dans une station de patrouille au large de la baie de Humboldt et, au cours des jours suivants, il a alterné entre des missions de patrouille, des missions de bombardement côtier et des missions d'inspection avec les porte-avions qui soutenaient également les troupes à terre.
Au début de mai, le navire de guerre est retourné à Seeadler Harbor afin de se préparer pour le prochain saut dans le saute-mouton de la Nouvelle-Guinée. Toutefois, avant de s'engager dans cette phase de la conquête de l'immense île, il a rejoint le USS Abner Read (DD-526) et le Bache pour effectuer une mission subsidiaire dans les environs de la base japonaise contournée de Wewak, où les batteries côtières ennemies entravaient le travail des PT boats basés à Aitape. Le 9 mai, les trois destroyers ont quitté Manus pour Aitape où, le 11, ils ont embarqué quatre officiers de PT boat pour les aider à localiser les cibles. Le Beale et ses collègues ont effectué leur bombardement le 12, ont ramené les observateurs improvisés à Aitape et sont retournés à Manus.
Le Beale est revenu à Seeadler Harbor à temps pour terminer les préparatifs de l'étape Wakde-Sarmi de l'ascension de la Nouvelle-Guinée et sortir avec les forces de couverture le 15 mai. Le destroyer et ses consorts ont pris position au large des objectifs tôt dans la matinée du 17. Après avoir participé au bombardement de pré-invasion, avec le USS Hutchins (DD-476), il a effectué une recherche infructueuse de barges ennemies signalées dans les environs de Sarmi. À la fin de cette mission, le Beale a mis le cap sur la baie de Humboldt, où il est arrivé le 18. Il est retourné dans la région de Wakde-Sarmi le 21 mai et a patrouillé au nord et à l'ouest avec la TF 75 pendant que les troupes à terre consolidaient leur tête de pont et se préparaient à se déplacer vers l'intérieur des terres contre une défense beaucoup plus résolue que celle rencontrée à Hollandia. Le fait que la défense se limitait entièrement aux forces terrestres ennemies permettait à l'armée de procéder seule une fois la tête de pont entièrement sécurisée et de libérer la majeure partie de son soutien naval pour participer à la prochaine opération amphibie prévue au calendrier de la Nouvelle-Guinée, soit la prise de Biak, une des îles Schouten située juste à l'est de la péninsule qui constitue la tête de la Nouvelle-Guinée.
En conséquence, le Beale a quitté la zone de Wakde-Sarmi et est revenu dans la baie de Humboldt le 24 mai pour rejoindre la force d'assaut de Biak. Le jour suivant, il a repris la mer avec cette force pour accomplir la mission. Arrivé au large de Biak le 27, le destroyer a assuré la protection anti-sous-marine des croiseurs pendant leur bombardement avant le débarquement. Après le débarquement, il s'est déplacé pour porter ses propres canons sur les positions ennemies afin de faciliter le déplacement des troupes vers l'intérieur des terres. Le Beale a patrouillé au large de Biak jusqu'à la fin du mois de mai, protégeant les navires de guerre assemblés contre la menace sous-marine et fournissant un appui occasionnel en matière de tir.
Après l'invasion, les Japonais reviennent sur leur décision de laisser Biak à son sort et lancent l'opération "Kon" pour renforcer la garnison de l'île. Le 31 mai, le Beale est retourné à la baie de Humboldt avec la TF 75 pour se ravitailler en carburant et en provisions en prévision de l'assaut attendu. Le 7 juin, le destroyer sort de la baie de Humboldt avec la TF 75 et met le cap sur Biak. La force de croiseurs-destroyeurs a pris position au nord-est de l'île tôt dans la soirée du 8 juin. Un avion de patrouille américain a repéré la force de surface japonaise qui tentait d'apporter des renforts à Biak vers 22 h, et la force du Beale l'a repérée au radar environ 80 minutes plus tard. Peu après, l'ennemi a établi un contact visuel avec la force de surface alliée, a laissé partir les barges qu'il remorquait vers Biak et a lancé des torpilles avant de se retirer à grande vitesse.
Les destroyers de tête alliés, dont le Beale, se sont dirigés vers l'ennemi en retraite à la vitesse du flanc et ont commencé à tirer à très longue portée dans l'espoir de réduire la distance en forçant les Japonais à manœuvrer pour éviter leurs salves. Les destroyers ennemis ont riposté et ont même lancé une autre attaque à la torpille. Les seuls dommages - autres que les fragments des tirs manqués - subis par l'une ou l'autre des deux parties dans ce duel en cours, sont survenus vers 02h10 le 9, lorsque le destroyer Shiratsuyu a été directement touché par l'une des salves de le la 47e division de destroyers (Destroyer Division 47 - DesDiv 47). Le destroyer ennemi a ralenti brièvement mais a repris de la vitesse peu après. Environ 15 minutes plus tard, juste avant 02h30, la force alliée a interrompu la poursuite en poupe conformément aux ordres émis pour protéger ses navires d'une attaque par des avions amis. La Task Force 75 a rejoint la TF 74 plus tard dans la matinée, puis le Beale s'est dirigé vers Manus, dans les îles de l'Amirauté, où il a passé la période du 10 au 28 juin à effectuer des travaux de maintenance et à suivre un entraînement au combat.
Le 29 juin, le destroyer a quitté le port de Seeadler pour participer aux deux dernières grandes opérations amphibies de la campagne de Nouvelle-Guinée. Avant d'envahir la péninsule de Vogelkop proprement dite sur sa côte nord-ouest au cap Sansapor, le général MacArthur avait conclu que ses forces avaient besoin de terrains d'aviation plus à l'ouest que ceux que les Alliés possédaient déjà, et l'île de Noemfoor, bien que relativement bien défendue, répondait parfaitement à ses exigences. Beale et ses collègues de la force de croiseurs-destructeurs sont arrivés au large des plages d'invasion de Kamiri, sur la côte nord-ouest de Noemfoor, tôt le matin du 2 juillet, et ils ont pilonné l'objectif avec un bombardement préliminaire qui a réduit les défenseurs à ce que l'historien Samuel Eliot Morison a décrit comme " ... cet état désirable connu des pugilistes sous le nom de 'punch drunk' ". Cet heureux résultat a permis aux troupes d'assaut de débarquer et de capturer tous leurs objectifs initiaux contre une résistance qui ne méritait guère ce nom. Il a également permis au Beale et à ses consorts de ne pas avoir à fournir de tirs d'appui pour le mouvement initial des troupes vers l'intérieur des terres depuis les plages. En conséquence, le Beale se dirigea vers la baie de Humboldt le jour même et y arriva le 3.
Après des travaux d'entretien et de révision à Hollandia et à Manus, il est retourné sur la côte nord de la Nouvelle-Guinée à la mi-juillet pour aider à défendre le flanc est de l'enclave alliée à Hollandia contre la pression de la garnison ennemie contournée à Wewak. Le navire a participé à cet effort en effectuant des patrouilles le long de la côte afin d'interdire le trafic de barges et de camions japonais transportant des renforts et des fournitures à leurs forces qui tentaient de forcer le barrage routier d'Aitape et de contester la possession de la région de Hollandia par les Alliés. Des exercices d'entraînement et d'autres patrouilles le long de la côte nord de la Nouvelle-Guinée ont occupé le Beale jusqu'à la fin du mois, lorsqu'il a aidé à couvrir le débarquement sans opposition au cap Sansapor sur la péninsule de Vogelkop, le dernier échelon de l'échelle de la Nouvelle-Guinée.
Au début du mois d'août, il a quitté la Nouvelle-Guinée pour se rendre en Australie et a passé la période du 11 au 25 août à Sydney où il a subi d'importants travaux d'entretien. Revitalisé, le destroyer est revenu sur les côtes nord de la Nouvelle-Guinée à la fin du mois pour reprendre les patrouilles le long des tronçons de la côte encore tenus par des forces ennemies isolées et pour se préparer au prochain mouvement des Alliés sur l'échiquier du Pacifique sud-ouest, le saut de la tête de l'oiseau Nouvelle-Guinée vers les îles Moluques à Morotai. Le Beale a quitté la baie de Humboldt le 13 septembre et s'est dirigé vers le point près du Vogelkop où les navires de guerre couvrant la prise se sont réunis pour l'approche. C'est là que le destroyer a retrouvé bon nombre de ses collègues de la longue série d'opérations menées entre les Bismarck et le Vogelkop, et qu'il s'est lancé avec eux dans la dernière quête. La force est arrivée au large du cap Gila, sur la côte sud-ouest de Morotai, tôt le matin du jour J, le 15 septembre, et le groupe de croiseurs-destroyers auquel appartenait le Beale s'est séparé du groupe principal pour traverser le détroit entre Morotai et Halmahera afin de bombarder un point d'appui japonais situé à Galela. Après avoir pilonné la cible pendant plus d'une heure sans réponse, le destroyer a accompagné ses consorts de l'autre côté du détroit pour fournir un appui de tir au débarquement lui-même. Ses canons sont toutefois restés silencieux, car l'absence d'ennemi a permis aux troupes d'assaut d'occuper l'objectif sans être inquiétées. Puisque son appui de tir s'est avéré inutile, le Beale s'est retiré de Morotai et a rejoint le TG 77.1 près de Mios Woendi le 16.
Pendant près d'un mois, il a occupé son temps à des exercices d'entraînement dans les environs des îles de l'Amirauté, des évolutions ponctuées de périodes de réparation dans le port de Seeadler à Manus. Le 12 octobre, le destroyer était de retour à la baie de Humboldt, se préparant à l'invasion des Philippines à Leyte. Le 13, le groupe de couverture rapprochée du Beale, le TG 77.3, est sorti de la baie en compagnie du groupe LST du Nord (Northern LST Group) dont il devait soutenir le débarquement à Leyte, près de Tacloban, au fond de la baie de San Pedro. Le navire de guerre et ses consorts ont escorté la force d'attaque du Nord (Northern Attack Force) dans le golfe de Leyte dans la nuit du 19 au 20 octobre, et ensemble, ils se sont dirigés vers le coin nord-ouest du golfe. Pendant que les forces amphibies s'approchaient de leurs postes et prenaient position, les cuirassés de l'unité d'appui-feu du Nord ont soumis la zone cible à un barrage féroce. À la fin de cette ouverture, le Beale et ses compatriotes du TG 77.3 sont entrés en scène pour jouer leurs rôles secondaires dans le premier acte du spectacle. La force de son croiseur-destroyer a ouvert le feu vers 09h00 et, environ 30 minutes plus tard, lorsque les navires d'assaut ont commencé à courir vers la côte, le Beale et ses compagnons ont porté leur attention vers l'intérieur des terres.
Le destroyer est resté " de garde " dans la baie de San Pedro pendant quatre jours afin de fournir un appui de tir aux troupes à terre chaque fois qu'elles le demandaient. Pendant ce laps de temps, il s'est battu pour repousser les fréquents raids aériens ennemis. Ces attaques ont fait des ravages chez les voisins du Beale. Le 20, un bombardier-torpilleur a touché le croiseur léger USS Honolulu (CL-48), ce qui l'a obligé à retourner aux États-Unis pour des réparations qui l'ont occupé pendant le reste de la guerre. Le jour suivant, il a tiré sur un avion suicide mais n'a pas réussi à l'empêcher de faire s'écraser le HMAS Australia (D84). Le 22, un autre kamikaze croisa son objectif, mais là encore, ses efforts pour le déjouer n'eurent qu'un succès partiel. Bien que détourné du Beale, il a frappé le USS LCI-105 dans les eaux proches.
À ce moment-là, le danger se profilait d'un autre côté. À la mi-journée du 23, les craintes vagues d'une menace de surface pour les unités amphibies rassemblées dans le golfe de Leyte ont commencé à prendre une forme plus tangible, car les rapports de contact des sous-marins et des avions ont confirmé l'approche d'au moins trois forces navales japonaises distinctes. Le lendemain après-midi, le vice-amiral Thomas C. Kinkaid a organisé ses navires de guerre dans le golfe pour interdire l'entrée à l'ennemi. L'unité du Beale se dirige vers le sud pour attendre les forces du vice-amiral Shoji Nishimura et du vice-amiral Kiyohide Shima dans le détroit de Surigao, le passage entre les îles Leyte et Dinagat. Posté sur le flanc droit à l'avant de la ligne de bataille, il a participé à la deuxième attaque à la torpille des destroyers contre les navires de guerre de Nishimura qui avançaient juste avant 3h30 le matin du 25 octobre. Bien que ses propres torpilles n'aient pas réussi à atteindre l'ennemi, plusieurs de celles de ses collègues ont atteint leur but. L'une d'entre elles a touché le cuirassé Yamashiro et l'a brièvement ralenti, tandis qu'une autre a donné le coup de grâce au destroyer Michishio, endommagé presque une heure plus tôt par le DesRon 54 lors de la première attaque à la torpille d'un destroyer.
Le Beale et ses consorts se sont ensuite retirés pour donner aux croiseurs et aux cuirassés un champ de tir dégagé. Une fois que les destroyers du flanc gauche ont exécuté la troisième attaque à la torpille et dégagé la zone, la ligne de bataille et les croiseurs ont achevé la destruction si habilement amorcée par les destroyers. Des deux cuirassés, du croiseur lourd et des quatre destroyers de Nishimura, seuls le croiseur et un destroyer, tous deux lourdement endommagés, ont échappé à cette rencontre. Le croiseur Mogami n'a pas fait long feu, car les Japonais l'ont coulé plus tard dans la journée après qu'il a subi de nouveaux tirs de surface et des attaques aériennes.
L'incursion du vice-amiral Shima dans le détroit de Surigao s'est avérée très désordonnée, et le Beale et ses consorts , ayant déjà cédé le terrain aux unités lourdes après avoir lancé des torpilles à l'approche de Nishimura, ne sont jamais entrés en contact avec la deuxième tentative, peu enthousiaste, de l'ennemi de forcer le détroit. Après avoir confirmé à sa satisfaction que la force de Nishimura était effectivement détruite, Shima fit preuve d'une prudence étonnante pour un commandant japonais en battant en retraite avec sa propre force, largement inférieure.
L'ampleur de la victoire américaine s'est accrue au fur et à mesure que la nouvelle des succès remportés dans les combats menés plus au nord au large de Samar (bataille de Samar) et du cap Engaño a filtré dans le golfe pendant les quelques jours où le Beale y est resté pour protéger la force amphibie contre les attaques sous-marines et aériennes. Le 29 octobre, le destroyer s'est embarqué pour un voyage qui a apporté encore plus de joie à ses équipiers lorsqu'ils ont appris que leur destination était les États-Unis. Passant par l'atoll d'Ulithi et Pearl Harbor, il termine son voyage transpacifique à Seattle dans l'état de Washington, le 27 novembre. De là, le navire de guerre a fait route vers le sud jusqu'à San Francisco, où il a entamé une longue période de réparation. Il a terminé ces réparations le 17 janvier 1945 et a quitté San Francisco le jour suivant, à destination de San Diego et de deux semaines d'entraînement de recyclage après la révision. Le dernier jour de janvier, le Beale quittait San Diego pour rejoindre la flotte du Pacifique (Pacific Fleet) et poursuivre les dernières étapes de la guerre contre le Japon.

#### 1945

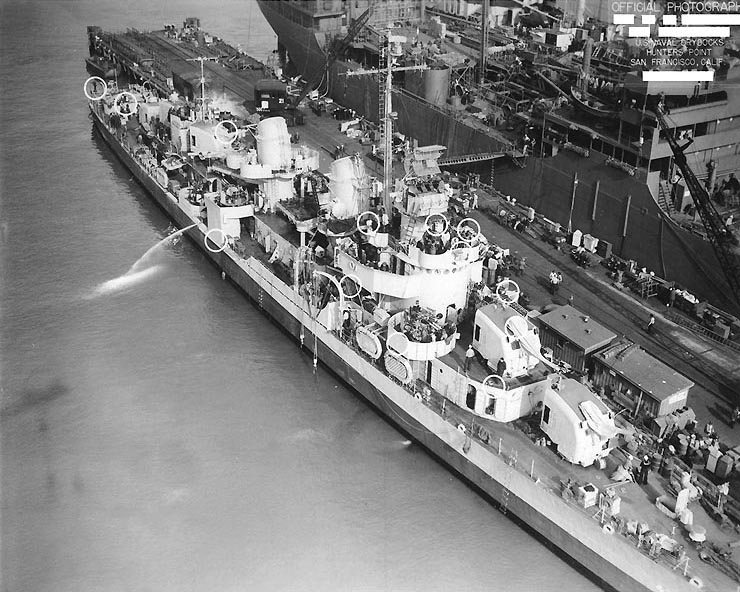
Le USS Beale (DD-471). Vue en plan avant, prise aux Hunters Point Naval Drydocks, San Francisco, Californie, 13 janvier 1945. Les contours blancs marquent les modifications récentes apportées au navire.

Le Beale est arrivé à Hawaï le 8 février et, le jour suivant, il a commencé à s'entraîner au tir et à la lutte anti-sous-marine dans la zone d'opération locale. Il reste ainsi engagé pendant près d'un mois et, par conséquent, ne participe pas à l'assaut sur Iwo Jima qui a lieu le 19 février, mais il prend la mer pour le Pacifique occidental suffisamment tôt pour être prêt pour l'invasion d'Okinawa. Le destroyer quitta Pearl Harbor le 5 mars et, après un voyage qui le ramena via l'atoll d'Ulithi, arriva de nouveau à Leyte le jour de la Saint-Patrick 1945 (Saint Patrick's Day) pour être incorporé à la flotte qui s'y rassemblait pour l'assaut des îles Ryukyu.
Après dix jours de préparatifs, le 27 mars, il sort du golfe de Leyte dans la protection d'un groupe rapide de la TF 55, la Force d'attaque du Sud (Southern Attack Force), et met le cap sur Okinawa. Le Beale et ses compagnons rattrapent les navires plus lents de la force opérationnelle en cours de route, et ensemble, ils arrivent au large de l'objectif tôt dans la matinée du 1er avril - le dimanche de Pâques, le jour du poisson d'avril et le jour J pour Okinawa. Plus tard dans la matinée, la 5e flotte (United States Fifth Fleet) a organisé sa propre version d'une parade de Pâques lorsque la vaste force amphibie qu'elle a rassemblée a débarqué les soldats du XXIVe corps d'armée (XXIV Army Corps) et les marines du IIIe corps amphibie (III Amphibious Corps) sur la côte ouest de l'île, sur les plages situées de part et d'autre de l'embouchure de la rivière Bisha. À ce moment-là, les destroyers de la protection ont reçu d'autres affectations, et le Beale a rejoint la Task Force 54 (TF 54), la "Gunfire and Covering Force", pour servir de batterie d'artillerie maritime pour l'armée et le corps des Marines pendant qu'ils consolidaient leurs têtes de pont et commençaient leur progression vers l'intérieur.
Les troupes à terre et leurs frères qui les soutiennent à bord des navires de guerre en mer s'émerveillent des faibles réactions de l'ennemi à l'assaut initial. La facilité relative de cette première poussée n'a cependant fait que masquer la tempête qui se préparait, et le calme n'a duré que quelques jours. Sur le rivage, les soldats ont commencé à se heurter à une plus forte opposition à mesure que la première semaine tirait à sa fin ; et, au début de la deuxième semaine, il en était de même pour les marines. La campagne terrestre s'est transformée en un lourd combat qui s'est prolongé jusqu'au début de juillet. En mer, le "vent divin" a soufflé sur la flotte entourant Okinawa pour la première fois les 6 et 7 avril. Au cours de ce premier des huit grands assauts aériens lancés par les Japonais contre les navires à Okinawa, les canons du Beale ont contribué au barrage antiaérien avec lequel ces navires ont tenté de se défendre. Malgré cet effort collectif, certains des intrus ont réussi leur mission.
C'est ainsi que dans l'après-midi du 6, son navire-jumeau (sister ship) USS Newcomb (DD-586) a subi l'impact de quatre kamikazes en l'espace d'une heure alors qu'il était en poste à quelque 18 km au nord de Zampa Misaki. Un autre navire-jumeau, le USS Leutze (DD-481), qui se trouvait à proximité, s'est immédiatement portée au secours du Newcomb, tandis que le Beale, plus éloigné, s'est précipité pour offrir son aide également. Lorsque le quatrième avion suicide qui a frappé le Newcomb a glissé sur la queue de fantôme de Leutze avant d'exploser, les dégâts qu'il a causés ont forcé cette dernière à s'éloigner du côté du Newcomb et à laisser le Beale secourir le Newcomb seul. Grâce à l'aide rapide du Beale et du Leutze, l'équipage du Newcomb a réussi à éteindre le brasier qui faisait rage à bord de son navire en une demi-heure, et le remorqueur USS Tekesta (AT-93) occupé l'a remorqué jusqu'au mouillage de Kerama Retto le jour suivant.
Après avoir vu le Newcomb et le Tekesta en sécurité à Kerama Retto, le Beale reprit du service avec la TF 54 en fournissant un appui de tir au canon aux troupes sur Okinawa. Bien que le tir d'appel soit resté l'une des missions principales du navire de guerre pendant ses 12 semaines de service dans les Ryūkyū, la fréquence et l'intensité des contre-attaques aériennes japonaises détournèrent sans cesse son attention de cette affectation vers la défense aérienne. La guerre antiaérienne a également empiété sur son autre rôle majeur à Okinawa, le service dans l'omniprésent écran anti-sous-marin. Pour assurer la protection contre les sous-marins et les avions, le Beale partageait son temps entre les unités d'appui au tir et les navires qui se retiraient chaque nuit dans des eaux plus sûres à une certaine distance des côtes d'Okinawa.
Cependant, les tactiques aériennes désespérées sur lesquelles les Japonais se sont appuyés pour répondre à l'invasion d'Okinawa ont fait de la guerre antiaérienne la forme prédominante de combat menée par les unités de la Marine dans cette campagne. Le Beale a donc continué à croiser le fer avec des aviateurs ennemis tout au long de sa participation à la soumission de l'île. Le 16 avril, alors qu'il protégeait les navires d'appui-feu du TG 51.5 près de Ie Shima, trois avions ennemis ont tenté d'attaquer le Beale. Ses tirs ont endommagé le premier intrus - identifié à tort comme un Focke-Wulf Fw 190 allemand - lorsqu'il a tenté un plongeon suicide, et il a plongé dans la mer bien loin du navire. Presque immédiatement, cependant, deux bombardiers en piqué "Val" se sont transformés en attaques de bombardement conventionnelles, arrivant par le travers du côté tribord du Beale. Ses canons ont ouvert le feu sur eux à une distance d'environ 8 000 verges (7 300 m) et ont continué à tirer jusqu'à ce qu'un F4U " Corsair " du Corps des Marines entre dans son champ de tir pour tenter d'intercepter les deux " Val ". Le destroyer a rapidement cessé le feu, mais les trois avions, les deux ennemis et un ami, ont plongé dans l'océan à une certaine distance du Beale. Heureusement, le pilote du "Corsair" a réussi à sauter et un destroyer d'escorte l'a secouru.
Au cours du mois de mai, le navire de guerre a eu deux autres démêlés avec les fanatiques aériens du Japon. Le 4 mai, à la tombée de la nuit, un avion monomoteur, méconnaissable dans l'obscurité, a tenté de s'écraser sur le Beale, mais une fois de plus, ses artilleurs ont relevé le défi et ont envoyé l'intrus à la mer, à peine 90 m plus loin, par le travers bâbord. Le 28 mai, un autre " Val " a tenté de faire du Beale son bûcher funéraire, mais lui aussi a succombé au barrage antiaérien du navire et est tombé à la mer tout près de lui.
Au début de juin, la résistance de l'ennemi à Okinawa était à son déclin, tant dans les airs qu'au sol. Peu d'avions pénétraient le cordon de piquets radar stationnés autour de l'île de façon régulière ou fréquente, et la défense terrestre se trouvait confinée dans plusieurs poches relativement isolées. Le 3 juin, le Beale a aidé à éradiquer l'une de ces poches lorsqu'il a soutenu les débarquements sur Iheya Retto, l'un des groupes d'îles satellites d'Okinawa situé à environ 20 km au nord de la péninsule de Motobu. La résistance organisée dans les Ryūkyū prit fin au début de la dernière semaine de juin, et la campagne pour Okinawa se termina officiellement le 2 juillet.
Entre-temps, le 24 juin, le Beale a mis le cap sur Leyte, aux Philippines, où il effectua quelques réparations mineures et prit des provisions. Le destroyer est retourné à Okinawa le 16 juillet et s'est joint à la TF 95, unité avec laquelle il a passé les trois semaines suivantes à effectuer des balayages anti-balisage le long de la côte chinoise, dans la mer Jaune et dans la mer du Japon. Il est retourné à Okinawa le 8 août, et la guerre a pris fin pendant les quatre semaines où il y est resté. Le Japon a accepté de capituler le 15 août, et ses représentants ont signé le document de capitulation le 2 septembre. Le Beale a quitté la baie de Buckner le 6 septembre et a mis le cap sur le Japon. Il est arrivé à Nagasaki le 15 et a commencé à travailler pour soutenir l'occupation alliée. Au cours des deux mois suivants, il a visité plusieurs ports japonais tout en effectuant des tâches de messagerie, des inspections de démilitarisation et des missions d'escorte.
Le 15 novembre, le destroyer a quitté Sasebo pour le voyage de retour aux États-Unis. Le Beale est passé par Pearl Harbor et est arrivé à San Diego le 6 décembre. Quatre jours plus tard, il a repris la mer en direction de la côte Est. Le navire de guerre a traversé le canal de Panama le 18 décembre et est entré dans le port de Charleston, en Caroline du Sud, deux jours avant Noël 1945. Après une révision d'inactivation de trois mois, le Beale est désarmé au chantier naval de Charleston (Charleston Navy Yard) le 11 avril 1946. Il est resté en réserve pendant près de six ans.

### 1951 - 1962
Alors qu'il faisait encore partie de la flotte inactive, le navire de guerre a été transféré au chantier naval de Boston (Boston Naval Shipyard) pour être transformé en destroyer d'escorte. Redésigné destroyer d'escorte, DDE-471, le Beale est remis en service à Boston le 1er novembre 1951. Il est resté à Boston pour terminer sa conversion jusqu'à la deuxième semaine de 1952. Le 8 janvier, il s'est embarqué pour sa croisière d'essai qui, après une courte visite à Norfolk, en Virginie, s'est déroulée dans les Antilles. Après avoir été disponible à Boston entre la fin de mars et le début de mai, il a été affecté à la flotte de l'Atlantique (Atlantic Fleet) à Norfolk le 5 mai. Vers la fin du mois, le destroyer s'est dirigé vers le golfe du Mexique où il a passé le mois de juin à servir de garde-plan pour le porte-avions USS Cabot (CVL-28) pendant des opérations d'entraînement à partir de Pensacola, en Floride. Il est revenu à Norfolk le jour de l'Indépendance 1952 et a repris ses opérations normales à partir de ce port. Le reste de l'année 1952 est consacré à l'entraînement dans la zone d'exploitation des caps de Virginie et à l'entretien du navire à Norfolk. À la fin de janvier 1953, le Beale se dirige vers le sud pour participer au grand exercice annuel de la flotte appelé "Springboard". Après des exercices préliminaires avec le porte-avions USS Midway (CV-41) au large de la côte de la Floride, près de Mayport, il a poursuivi sa route jusqu'aux environs de Porto Rico où les manœuvres ont eu lieu fin février et début mars. Le navire de guerre est revenu à Norfolk le 13 mars et y est resté pendant un peu plus d'un mois. Le 17 avril, il a quitté la baie de Chesapeake pour des exercices dans les eaux des îles britanniques, suivis d'une courte croisière en Méditerranée. Au cours de ce déploiement, il a visité Londonderry en Irlande du Nord et Plymouth en Angleterre, avant de traverser le détroit de Gibraltar pour faire escale à Golfe Juan en France et à Naples en Italie. Le destroyer a quitté Naples le 13 juin, a mis le cap sur les États-Unis et est revenu à Norfolk le 26.
Il a mené des opérations locales en juillet et pendant la première partie du mois d'août, puis a navigué vers le nord jusqu'à la côte de la Nouvelle-Écosse, où il a passé le reste du mois d'août à servir de protection aérienne pour le porte-avionsUSS Valley Forge (CV-45). Le Beale est revenu à Norfolk le 4 septembre et a repris la routine habituelle des opérations locales et de l'entretien jusqu'au début d'octobre. Les 2 et 3 octobre, il a fait le court voyage jusqu'à New York, où il a commencé une révision de trois mois, sa première depuis qu'il a rejoint la flotte active. Après un entraînement de recyclage au large de la côte cubaine, près de la baie de Guantanamo, au début de 1954, le destroyer est retourné à Norfolk en mars pour se préparer à une affectation outre-mer. Le 11 mai, il s'embarque pour un tour de service en mer Méditerranée. Le service au sein de la 6e flotte (United States Sixth Fleet) l'occupe jusqu'au début de l'automne où il rentre aux États-Unis. Le Beale est revenu à Norfolk le 10 octobre 1954. Le navire de guerre passe le reste de l'année au port.
En janvier 1955, il reprend ses opérations sur la côte Est, allant de Newport (Naval Station Newport), Rhode Island au nord à Porto Rico et Key West au sud. Le Beale reste ainsi engagé jusqu'à la fin mai, lorsqu'il entame six semaines d'entretien à Norfolk. À la fin de la première semaine de juillet, il a quitté Norfolk et est retourné à Newport où il a effectué de brefs exercices avec des transporteurs avant de se rendre aux environs des Bermudes où il a effectué des opérations avec le sous-marin USS Nautilus (SSN-571) récemment mis en service. Après avoir participé à l'évaluation des capacités du premier sous-marin à propulsion nucléaire, le Beale est revenu à Norfolk le 6 août. Un mois plus tard, il est retourné en mer pour un déploiement abrégé outre-mer afin de participer à deux exercices de l'OTAN, l'opération "Centerboard" et l'opération "New Broom IV", qui ont tous deux eu lieu dans l'Atlantique au large du Portugal. Parti de Lisbonne le 10 octobre, le destroyer est revenu à Norfolk le 23 octobre.
Après une période d'entretien et de réparation qui a duré jusqu'à la fin de l'année, le Beale a repris ses opérations locales au large des caps de Virginie au début de janvier 1956. À la mi-février, le navire de guerre s'est dirigé vers le sud pour participer à l'exercice annuel de la flotte "Springboard" effectué dans les eaux entre Cuba et Porto Rico. De retour à Norfolk le 22 mars, il a effectué des entraînements de type et des évolutions similaires dans les environs immédiats jusqu'à la fin mai. Le 31, le Beale a quitté Hampton Roads en direction du golfe du Mexique où il a participé à d'autres missions d'entraînement ponctuées de visites à Pensacola, à la Nouvelle-Orléans et à Galveston. Le destroyer a quitté ce dernier port le 5 juillet et a pris le chemin du retour, arrivant à Norfolk le 9. Des révisions régulières au chantier naval de Norfolk ont occupé son temps de la mi-juillet au début novembre. Le 10 novembre, le Beale a pris la mer pour la baie de Guantanamo, à Cuba, et un mois d'entraînement de recyclage après la révision. De retour à Norfolk une semaine avant Noël, il a effectué des exercices dans la zone d'opération locale pendant les 11 premières semaines de 1957.
Le 18 mars, il entreprend un voyage au cours duquel il fait le tour du continent africain. Incapable d'utiliser le canal de Suez, fermé en raison des hostilités entre Israël et l'Égypte qui ont suivi la nationalisation du canal par Nasser l'été précédent, le navire de guerre s'est déployé dans l'océan Indien en empruntant la longue route qui contourne l'Afrique australe. En passant par les Açores, le Beale a atteint la côte africaine à Freetown, en Sierra Leone, le 30 mars. Il a visité Simonstown en Union d'Afrique du Sud, du 10 au 12 avril avant de contourner le Cap Agulhas, le point le plus au sud de l'Afrique, en route vers Mombassa au Kenya. Après avoir quitté Mombassa, le destroyer a fait route vers le golfe Persique où il a fait escale à Qeshm, en Iran, et à Bahreïn. Du golfe Persique, il s'est dirigé vers le canal de Suez, qui a été rouvert, en passant par Massaoua, en Érythrée (maintenant une province de l'Éthiopie). Le Beale a transité par le canal au début du mois de juin et est arrivé au Pirée, en Grèce, le 4 juin. Entre le 5 et le 14 juin, il a traversé la Méditerranée jusqu'en Espagne, où il a passé les quatre semaines suivantes à faire des escales dans les ports de Valence, Carthagène et Barcelone. Après un arrêt de deux jours à Gibraltar, il a entrepris la traversée de l'Atlantique le 14 juillet et s'est à nouveau arrêté à Norfolk le 26 juillet.
Le retour au pays du Beale dure cependant moins de six semaines, car il reprend la mer le 3 septembre à destination des îles britanniques. Il est arrivé à Plymouth, en Angleterre, le 14 septembre et a passé le reste du mois à participer à l'exercice de l'OTAN " Stand Firm ". À la fin de l'exercice, le destroyer a fait une visite de 10 jours à Cherbourg. Le 10 octobre, il a quitté le port français pour retourner aux États-Unis. Le Beale entre de nouveau dans la baie de Chesapeake le 22 octobre et reprend ses opérations normales le long de la côte Est.
Vers la fin du mois de mars 1958, le Beale a été informé de l'annulation de son déploiement prévu en Méditerranée en faveur d'une affectation au sein du Task Group Alfa, un groupe expérimental formé pour développer et enseigner des techniques et procédures nouvelles et avancées de défense anti-sous-marine. Pendant plus de cinq ans, son travail au sein du groupe de développement de la lutte anti-sous-marine la maintient assez étroitement liée à la côte Est et l'empêche d'effectuer des missions plus éloignées des États-Unis que les Antilles.

### 1962 - 1968
Cette affectation prolongée ne l'a toutefois pas empêchée de participer à des événements d'importance internationale. En effet, après que les insurgés de Fidel Castro ont réussi à renverser la dictature de Fulgencio Batista à Cuba en 1959, des navires de la Marine ont effectué des patrouilles presque constantes au large de cette île troublée. Le Beale a effectué sa première mission de ce type entre le 13 et le 26 avril 1961, et son deuxième tour de service dans les eaux cubaines a duré de la fin juin à la mi-août 1962. Le 30 juin 1962, il a repris son ancienne classification de destroyer et sa désignation, DD-471. Plus tard cette année-là, après que des vols de reconnaissance au-dessus de l'île aient révélé la présence de missiles nucléaires offensifs, le président John F. Kennedy a déclaré une "quarantaine" de Cuba pour empêcher l'importation de nouveaux missiles et assurer le retrait de ceux qui étaient déjà en place. Le Beale a servi sur le "blocus" de la crise des missiles de Cuba du 25 octobre au 5 novembre 1962. Au cours de ces opérations, le samedi 27 octobre, le Beale a largué des grenades sous-marines d'entraînement sur le sous-marin soviétique B-59 de classe Foxtrot, après quoi le sous-marin a fait surface, et le Beale s'est approché à moins de 500 mètres sur une trajectoire parallèle, éclairant le navire soviétique avec son projecteur de 24 pouces (extraits du journal de bord de l'USS Beale, disponibles aux National Security Archives, "National Security Archive Electronic Briefing Book No. 75", Section II, point 13). Il a été révélé plus tard de sources soviétiques que le chargement en profondeur par le Beale avait amené le commandant du sous-marin soviétique, Savitsky, qui était incapable d'établir un contact radio avec la base, à envisager de lancer une torpille nucléaire de 15 kilotonnes, et avait demandé à deux autres officiers supérieurs de voter, le vote dissident de Vassili Arkhipov empêchant le lancement.
Après une année supplémentaire de service le long de la côte Est et dans les Antilles, le Beale a terminé ses préparatifs en novembre 1963 pour s'embarquer dans son premier grand déploiement outre-mer depuis plus de cinq ans. Le 29, il quittait Norfolk pour traverser l'océan Atlantique. Le navire de guerre est arrivé dans la baie de Pollensa, à Majorque, le 11 décembre et a relevé le USS McCaffrey (DD-860) l'après-midi suivant. Au cours de ses huit premières semaines avec la 6e Flotte, les activités normales telles que les exercices et les visites portuaires occupent son temps. Au début de février 1964, cependant, des ordres l'ont envoyé en Méditerranée orientale où il a rejoint une force de contingence réunie en réponse aux troubles sur l'île de Chypre. Le service au sein de la force de contingence a retenu toute son attention jusqu'à la première semaine de mars. Ensuite, le Beale a fait une escale de liberté de six jours à Istanbul, en Turquie, puis il est retourné en mer pour poursuivre son service en Méditerranée orientale, une affectation qui comprenait des exercices de l'OTAN dans la mer Ionienne. Fin mars, il est retourné dans la partie occidentale de la "mer du milieu", où il a passé les six semaines restantes de son déploiement. Après avoir rempli les formalités de renouvellement du personnel dans la baie de Pollensa vers la fin de la deuxième semaine de mai, le Beale a traversé le détroit de Gibraltar le 14 et a mis le cap sur Hampton Roads.
Dix jours plus tard, il est arrivé à Norfolk et a commencé son immobilisation post-déploiement. Le destroyer est resté au port pendant plus d'un mois, reprenant la mer au début du mois de juillet pour une visite à Baltimore dans le Maryland, le jour de l'Indépendance. Après la célébration, il s'est lancé dans la routine familière des missions d'entraînement le long de la côte Est et dans les Antilles. Ce travail l'occupe pendant le reste de l'année 1964, tandis qu'une révision régulière à Norfolk l'occupe pendant les premiers mois de 1965. Après un entraînement de recyclage à partir de la baie de Guantanamo au cours de l'été 1965, le Beale a repris ses activités normales à partir de Norfolk.
Après presque un an d'entraînement à partir de son port d'attache, il a quitté Norfolk le 1er juin 1966 à destination de l'Extrême-Orient, sa première mission de combat depuis plus de vingt ans. Au cours de son voyage aller, il passe par le canal de Panama, Hawaii et Guam avant d'arriver à la base de la 7e flotte à Subic Bay, aux Philippines, vers la fin de la deuxième semaine de juillet. Après une période de service comme navire stationnaire à Hong Kong, le Beale est entré dans la zone de combat dans les eaux adjacentes au Vietnam le 24 juillet. Le lendemain, il a commencé à servir comme navire d'appui au tir sur la "ligne de tir", juste au large de la côte vietnamienne. Après avoir servi pendant deux semaines comme batterie d'artillerie flottante, le navire de guerre est retourné à Subic Bay pour se réapprovisionner et effectuer des travaux d'entretien. À la fin d'août, le Beale a repris son service sur la ligne de tir. En septembre et en octobre, il a servi dans la protection du porte-avions USS Intrepid (CV-11). Au début de novembre, le destroyer a terminé sa dernière mission dans la zone de combat et a entrepris le voyage de retour. En passant par l'océan Indien, le canal de Suez, la mer Méditerranée et l'océan Atlantique, il a fait le tour du monde lorsqu'il est arrivé à Norfolk le 17 décembre.
La période d'immobilisation prolongée que le Beale a entamée à son retour a duré jusqu'en 1967. Le destroyer n'a pas repris la mer avant le mois de mars, dont deux semaines ont été consacrées à l'entraînement de type dans la zone d'opération des caps de Virginie. Le 10 avril, le navire de guerre a quitté la baie de Chesapeake pour Key West, où il a servi pendant près d'un mois de navire-école à l'école de sonar de la flotte. De retour à Norfolk le 8 mai, le Beale est resté relativement inactif jusqu'en juin, lorsqu'il a participé à l'exercice " New Look ", un effort d'entraînement anti-sous-marins de 36 navires auquel ont participé des unités de quatre marines de l'OTAN. En juillet, une commission d'inspection et d'étude a examiné le navire et a ordonné une disponibilité restreinte, qu'il a effectuée à Baltimore, dans le Maryland, en août. Il a repris ses opérations normales à partir de Norfolk en septembre, et ces évolutions l'ont occupé jusqu'à la mi-octobre, lorsqu'il a commencé à se préparer pour son déploiement final outre-mer.
Le 14 novembre, le navire de guerre est passé entre les caps Henry et Charles et a mis le cap sur la mer Méditerranée. En compagnie d'un quatuor de destroyers du 32e escadron de destroyers (Destroyer Squadron 32 - DESRON-32), dont le USS Bache (DD-470), navire-jumeau et collègue fréquent du Beale, il est arrivé dans la baie de Pollensa, à Majorque, le 24. Il a passé la majeure partie de son dernier déploiement en Méditerranée occidentale, ne naviguant à l'est de la "botte" italienne qu'une seule fois, lorsqu'il est entré dans l'Adriatique à la fin de janvier 1968 pour faire escale à Split, en Yougoslavie. Ses activités dans le bassin occidental ont consisté en un mélange d'exercices - unilatéraux, bilatéraux et multilatéraux - et de visites dans divers ports français et italiens, ainsi qu'en une brève escale à Malte. Après avoir été relevé par le destroyer USS Moale (DD-693) à Malaga, en Espagne, le Beale a fait route vers Norfolk le dimanche de Pâques 1968. Une note de tristesse, cependant, s'est immiscée dans la satisfaction habituellement associée à un voyage de retour. Des quatre navires du DesRon 32 qui l'avaient accompagné en Méditerranée l'automne précédent, seuls trois l'ont rejoint pour le voyage de retour. Une tempête à Rhodes au début de février avait réduit le Bache, son compagnon habituel au fil des ans, à une épave irrécupérable. Le Beale et ses compagnons de voyage épuisés sont revenus à Hampton Roads le 23 avril.
Après les congés et l'entretien post-déploiement, le Beale a entamé ses dernières semaines d'opérations avec la Marine à la fin du mois de mai. Il a navigué vers le nord jusqu'à Newport, Rhode Island, où il a servi de plate-forme d'entraînement pour l'école des destroyers jusqu'à la fin du mois de juin. Le 25 juin, le navire de guerre est retourné à Norfolk et a commencé à se préparer pour un autre examen par une commission d'inspection et d'enquête. L'inspection, effectuée au chantier naval de Norfolk au début du mois d'août, a donné lieu à une recommandation de mise hors service du Beale. Il a été désarmé à Norfolk, en Virginie, le 30 septembre 1968, et son nom a été rayé du registre des navires de la marine (Naval Vessel Register) le 1er octobre 1968. L'ancien navire de guerre a rendu son dernier service à la Navy le 24 juin 1969 lorsqu'il a été coulé comme cible à environ 460 km à l'est de l'embouchure de la baie de Chesapeake.

## Décorations
Le Beale a reçu 6 battle stars (étoile de combat) pour son service pendant la Seconde Guerre mondiale et une étoile de combat pendant la guerre du Vietnam.